# William Jackson (gouverneur)
Pour les articles homonymes, voir William Jackson et Jackson.
William Jackson, né le 28 août 1917 à Blackpool et mort le 12 mars 1999 à Swindon, est un homme politique et militaire britannique qui est gouverneur de Gibraltar de mai 1978 à octobre 1982.